# Георгопулос, Николаос
Николаос Георгопулос (греч. Νικόλαος Γεωργόπουλος; род. 31 января 1937, Афины) — греческий легкоатлет, специалист по бегу на короткие дистанции. Выступал за сборную Греции по лёгкой атлетике в 1950-х и 1960-х годах, обладатель серебряной медали Всемирной Универсиады, победитель Средиземноморских игр, двукратный чемпион Балкан, участник летних Олимпийских игр в Риме.

## Биография
Николаос Георгопулос родился 31 января 1937 года в Афинах, Греция. Занимался лёгкой атлетикой в столичном клубе «Панатинаикос».
Первого серьёзного успеха на международном уровне добился в сезоне 1953 года, когда вошёл в состав греческой сборной и выступил на домашнем чемпионате Балкан в Афинах, где в зачёте бега на 200 метров превзошёл всех соперников и завоевал золотую награду.
В 1954 году бежал 100 и 200 метров на чемпионате Европы в Берне, в обоих случаях в финал не вышел.
В 1955 году в эстафете 4×100 метров выиграл серебряную медаль на Средиземноморских играх в Барселоне.
В 1958 году в беге на 200 метров одержал победу на чемпионате Балкан в Софии, в дисциплинах 100 и 200 метров стартовал на чемпионате Европы в Стокгольме.
Будучи студентом, в 1959 году представлял Грецию на Всемирной Универсиаде в Турине — в программе 200 метров стал серебряным призёром, уступив в решающем забеге только итальянцу Ливио Беррути, тогда как в беге на 100 метров и эстафете 4×100 метров в финал не вышел. Позднее на Средиземноморских играх в Бейруте трижды поднимался на пьедестал почёта: получил серебро в беге на 200 метров и эстафете 4×100 метров, вместе с соотечественниками выиграл эстафету 4×400 метров.
Благодаря череде успешных выступлений в 1960 году удостоился права защищать честь страны на летних Олимпийских играх в Риме — на дистанции 100 метров не смог пройти дальше предварительного квалификационного этапа, на дистанции 200 метров дошёл до четвертьфинала, в эстафете 4×100 метров остановился на стадии полуфиналов.
В 1963 году среди прочего стартовал на Средиземноморских играх в Неаполе, в программе эстафеты 4×400 метров завоевал бронзовую награду.